# Interstellar
Interstellar je američki znanstveno-fantastični film iz 2014. godine koji je režirao Christopher Nolan. U filmu su glavne uloge odigrali Matthew McConaughey, Anne Hathaway, Jessica Chastain i Michael Caine. Radnja filma vrti se oko skupine koja putuje u svemir i ulazi u crvotočinu kako bi pronašla novi planet na koji bi se ljudi mogli naseliti. Scenarij za film napisali su Jonathan Nolan i Christopher Nolan; Christopher je kombinirao svoje vlastite ideju sa scenarijem kojeg je napisao njegov brat još 2007. godine za tvrtku Paramount Pictures odnosno producenticu Lyndu Obst. Christopher je skupa s Obst i svojom suprugom Emmom Thomas također i producirao film. Teoretski fizičar Kip Thorne, čiji je rad inspirirao film, na njemu je radio kao znanstveni savjetnik i izvršni producent.
Tvrtka Warner Bros. koja je samostalno distribuirala i producirala neke od Nolanovih ranijih filmskih uradaka dogovorila je s kompanijom Paramount Pictures zajedničko financijsko ulaganje u budžet Interstellara. Tvrtka Legendary Pictures, bivši partner s kompanijom Warner Bros. također je uložila financijska sredstva. Sve tri navedene tvrtke zajedno su financirale film, a pridružile su im se i produkcijske tvrtke Syncopy i Lynda Obst Productions. Budući da je njegov dugogodišnji suradnik Wally Pfister bio zauzet radeći na filmu Uzvišenost kojim je ostvario svoj redateljski debi, redatelj je izabrao kamermana Hoytea van Hoytemu za ovaj film. Film Interstellar snimljen je kombinacijom anamorfne 35 mm i IMAX-ove 70 mm fotografije. Snimanje filma odvijalo se krajem druge polovice 2013. godine na lokacijama koje uključuju Albertu (Kanada), južni Island i Los Angeles (Kalifornija). Tvrtka za specijalne efekte Double Negative napravila je vizualne efekte na filmu.
Film Interstellar svoju je svjetsku premijeru imao 26. listopada 2014. godine u Los Angelesu. U ograničenu kino distribuciju u Sjevernoj Americi (SAD i Kanada) film je krenuo 5. studenog 2014. godine, a u široku dva dana kasnije (7. studenog). Dana 5. studenog film je započeo s prikazivanjem u Belgiji, Francuskoj i Švicarskoj, a u sljedećih nekoliko dana i u ostalim teritorijima uključujući Hrvatsku (6. studenog) i Veliku Britaniju (7. studenog). U Sjevernoj Americi službeni distributer filma je Paramount Pictures dok ga u ostatku svijeta distribuira Warner Bros.

## Radnja
U bliskoj budućnosti Zemlja više ne može zadovoljiti potrebe čovječanstva jer su zbog svoje rastrošnosti doveli do uništenja ravnoteže u prirodi. Usjeve uništavaju razne bolesti, pješčane oluje razaraju zemlju, a čovječanstvo je spalo na poljoprivredno društvo. Svugdje u svijetu su raspuštene vojske, čovječanstvo je manje brojno zbog razno raznih epidemija te nedostatka hrane. Mnoge tvari nisu dostupne te je vidljiva tehnološka nazadnost i opće recikliranje. Domaće životinje nisu prisutne i postoji nestašica mesa, a veliki gradovi su nestali.
Cooper, bivši NASA-in testni pilot i inženjer koji je sada poljoprivrednik živi sa svojom obitelji: puncem Donaldom, sinom Tomom i desetogodišnjom kćeri Murphy (koju zove Murph), a koja vjeruje da se u njihovoj kući nalazi duh koji s njom pokušava komunicirati. Cooper izaziva Murph da mu dokaže postojanje duha kroz znanstveno ispitivanje. Kasnije otkriva da je "duh" zapravo nepoznata forma inteligencije koja im šalje šifrirane poruke putem gravitacije oblikujući prašinu na podu u binarni uzorak koji im otkriva koordinate tajne NASA-ine postaje koju vodi profesor Brand, jedan od bivših Cooperovih nastavnika.
U novoj NASA-i, Brand otkriva Cooperu da se čovječanstvo bori za opstanak i da će tu bitku sigurno izgubiti, ali da otkriće crvotočine kraj Saturna daje nadu za preživljavanjem. NASA-ini znanstvenici vjeruju da izvanzemaljska bića pokušavaju s njima komunicirati i da su upravo oni stvorili tu crvotočinu kako bi je ljudi mogli upotrijebiti. Cooper pristaje biti pilot Endurancea, eksperimentalne svemirske letjelice koja će ići putem misije Lazarus tijekom koje je lansiran niz kapsula s ljudima koji su već prošli crvotočinu, a čiji zadatak je bio pregledati planete u drugoj galaksiji za eventualno dugoročno nastanjivanje ljudi na njima. Prema dobivenim podacima iz misije Lazarus znanstvenici NASA-e su zaključili da postoje tri potencijalno nastanjiva planeta: Miller, Edmunds i Mann - nazvani po astronautima koji su otišli do njih i poslali podatke. Znanstvenici su smislili dva plana. Plan A se temeljio na rješavanju fizikalnih jednadžbi koje bi otkrile nove gravitacijske fenomene, a koje bi čovječanstvo moglo iskoristiti za drugačije, unaprijeđeno putovanje svemirom i selidbu na novi planet. Plan B nije uključivao preseljenje ljudi sa Zemlje, već stvaranje ljudske populacije na novom planetu pomoću 5000 embrija i tehnologije koja omogućuje njihovu inkubaciju izvan maternice.
Cooperova odluka da se pridruži posadi Endurancea kao pilot slama Murphino srce i njih dvoje se rastanu u lošim odnosima. On se pridružuje Brandovoj kćeri Ameliji, fizičaru Romillyiju, geografu Doyleu i dvojici robota umjetne inteligencije pod imenima CASE i TARS na dvogodišnjem svemirskom putovanju do crvotočine prije prelaska u novu galaksiju. Tijekom putovanja kroz crvotočinu, Amelia u svemirskom brodu uočava iskrivljenje prostora koje tumači kao pokušaj da izvanzemaljska inteligencija zvana "Oni" (u filmu eng. They) stupi u kontakt s njima.
Nakon što prođu kroz crvotočinu, ekipa s Endurancea prati signal Millerove ekspedicije, ali uskoro naiđe na problem: planet Miller se, naime, nalazi u velikoj blizini Gargantue, obližnje rotirajuće crne rupe. Zbog velike brzine rotacije uzrokovane gravitacijskom silom crne rupe, prema teoriji relativnosti jednom satu na planetu odgovora sedam godina na Zemlji; takav se fenomen u fizici naziva dilatacija vremena. Pri dolasku na Millerov planet uočavaju da je cijela površina prekrivena vodom, a zbog snažne gravitacije crne rupe javljaju se ogromni valovi. Tijekom nailaska jednog takvog vala, kojeg posada zamijeni za visoku planinu, Doyle pogiba dok ostatak posade uspijeva pronaći Millerov instrument s podacima pa se njihov odlazak s planeta odužuje. Prilikom povratka na brod Endurance, Cooper i Amelia saznaju da su za Romillyja - koji ih je cijelo vrijeme čekao u brodu da se vrate s planeta - prošle dvadeset i tri godine.
U međuvremenu na Zemlji Murph je odrasla i radi u NASA-i gdje pokušava riješiti jednadžbu iz fizike koja godinama muči profesora Branda: kako ogromnu svemirsku postaju koja je preteška za lansiranje u orbitu putem uobičajenih raketa podići u svemir. Kada se Brandovo zdravlje pogorša, on joj priznaje da je taj problem već desetljećima ranije riješio, ali da su mu za ujedinjavanje kvantne mehanike s gravitacijom bili potrebni podaci o singularnosti u crnoj rupi kako bi završio jednadžbu. Međutim, do tih je podataka nemoguće doći, pa je Brand došao do zaključka da ne postoji mogućnost da čovječanstvo napusti Zemlju. Zato se odlučio za "populacijsku bombu" - projekt masovne repopulacije planeta koristeći embrije kojima bi čovječanstvo krenulo iz početka; ovom opcijom žrtvuje se kompletna trenutačna populacija na Zemlji.
Budući da je misija pronalaženja Millerovih podataka potrošila vrijedne resurse, posada Endurancea je prisiljena izabrati jednog od preostala dva planeta - Mannov ili Edmundsov. Cooper i Amelia u ovom trenutku dolaze u sukob: Cooper ju optužuje da kompromitira misiju zbog svoje emotivne povezanosti s Edmundsom dok ona proziva njega jer se on želi vratiti svojoj obitelji. Naime, ako odustanu od plana povratka na Zemlju, brod Endurance imao bi dovoljno goriva za posjet oba planeta. U konačnici odluče krenuti prema Mannovom planetu. Uskoro pronalaze uspavanog Manna kojeg bude iz hibernacijskog sna na hladnom planetu s ledenim oblacima i atmosferom ispunjenom amonijakom. Uskoro se ispostavlja da je Mann lažirao podatke o naseljivosti planeta kako bi ga Endurance pronašao i spasio. Kada se Cooper odluči vratiti na Zemlju, Mann ubije Romillyja i pokuša ubiti Coopera. Mann u kapsuli bježi prema Enduranceu kako bi s brodom došao do Edmundsova planeta i spasio čovječanstvo. Amelia za to vrijeme spašava Coopera i oni krenu u potjeru za Mannom. Amelia i Cooper stižu u trenutku kada Mann neuspješno pristaje sa svojom kapsulom uz Endurance i u eksploziji zračne komore pogiba. Uz TARS-ovu pomoć, Cooper uspijeva ponovo preuzeti kontrolu nad Enduranceom. 
Uz malo goriva što im je preostalo, Cooper i Amelia smisle plan u kojem će dovesti brod Endurance do ergosfere Gargantue, te odbaciti TARS-a preko horizonta događaja nakon što njegova kapsula ostane bez goriva. Na taj će način iskoristiti TARS-a koji će na Zemlju poslati podatke o singularnosti unutar crne rupe. Nakon što robot i njima pošalje te podatke, oni će krenuti prema Edmundsovu planetu. Međutim, Cooper iznenada ispusti i svoju kapsulu u Gargantuu kako bi smanjio težinu Endurancea, dopuštajući na taj način Ameliji da izmakne snažnoj gravitacijskoj sili Gargantue. Tijekom prolaska kroz crnu rupu, Cooper napušta kapsulu prije njezina uništenja. Cooper upada u "teserakt" koji predstavlja prostorno utjelovljenje 5. dimenzije u kojoj je moguće kretanje kroz vrijeme kao što se može kretati kroz trodimenzionalni prostor. Cooper shvati da su ga Oni, bića iz 5. dimenzije smjestila u teserakt te da su to zapravo učinili ljudi iz budućnosti koji su ovladali trenutno nepoznatim zakonima fizike. Cooper navigira teseraktom kako bi pronašao povoljan način na koji bi Murph poslao podatke koje je TARS prikupio u crnoj rupi. U tome mu pomaže ljubav između njega i Murph za koju kaže da je mjerljiva. Cooper odluči kodirati podatke Morseovim kodom na kazaljku ručnog sata kojeg je poklonio Murph; taj je sat Murph stavila na policu s knjigama, kojom Cooper šalje poruku u binarnom brojevnom sustavu. Otkriveno je kako je "duh" iz Murphinog djetinjstva zapravo Cooper. S ovim informacijama, odrasla Murph uspijeva završiti Brandovu jednadžbu i riješiti problem gravitacije te na taj način omogućava ljudskoj populaciji selidbu sa Zemlje.
Teserakt se počinje zatvarati, a Cooper se nađe kraj Saturna. Cooper se probudi u NASA-inoj stanici koja orbitira oko Saturna gdje mu doktor potvrđuje da je star stotinu dvadeset i četiri godine. Cooper se tek tada ponovno susreće s ostarjelom Murph koja ga nagovara da ode do Amelie koja je stigla na Edmundsov planet i tamo se nalazi sama jer je Edmunds zbog starosti mrtav. Nakon što se oprosti od Murph, on i popravljeni robot TARS kradu jedan brod NASA-e i započinju putovanje prema novom domu ljudske vrste.

## Glumačka postava
Ekipa astronauta
- Matthew McConaughey kao Cooper[3]
- Anne Hathaway kao Amelia Brand[4]
- David Gyasi kao Romilly[5]
- Wes Bentley kao Doyle[5]
- Bill Irwin kao glas robota TARS-a[6]
- Josh Stewart kao glas robota CASE-a[7]
- Matt Damon kao Dr. Mann[8]

Likovi na Zemlji
- Jessica Chastain kao Murphy,[9]

- Mackenzie Foy kao mlada Murph
- Ellen Burstyn kao stara Murph

- Michael Caine kao profesor Brand[10]
- Casey Affleck kao Tom[9]

- Timothée Chalamet kao mladi Tom

- John Lithgow kao Donald[6]
- Topher Grace kao Getty[6]
- David Oyelowo kao ravnatelj škole[6]
- William Devane kao službenik NASA-e

## Produkcija

### Razvoj i financiranje projekta
Premisu za film Interstellar osmislili su filmska producentica Lynda Obst i teoretičar fizike Kip Thorne koji su 1997. godine surađivali na filmu Kontakt, a koji su se poznavali još otkad je autor Carl Sagan organizirao njihov spoj na slijepo. Temeljen na Thorneovu dotadašnjem radu, njih dvoje su osmislili scenarij o "najegzotičnijim događajima u univerzumu koji odjedanput postanu dostupni ljudskom rodu", a tom radnjom su zainteresirali redatelja Stevena Spielberga. Film je započeo s ravojem u lipnju 2006. godine kada su Spielberg i tvrtka Paramount Pictures objavili planove za snimanje znanstveno-fantastičnog filma temeljenog na premisi od osam stranica koju su napisali Obst i Thorne. Obst je postala producentica filma za kojeg je časopis Variety napisao da "će ga se snimati nekoliko godina" prije nego što je Spielberg pristao režirati ga. Do ožujka 2007. godine Jonathan Nolan je unajmljen kako bi napisao scenarij za film Interstellar.
Steven Spielberg je 2009. godine prebacio svoju kompaniju DreamWorks iz Paramounta u Walt Disney Company pa je tvrtka Paramount sada trebala novog redatelja za Interstellar. Jonathan Nolan je predložio svoga brata Christophera koji se pridružio projektu 2012. godine. Christopher Nolan se susreo s Kipom Thorneom koji je već u to vrijeme bio izvršni producent filma kako bi razgovarali o priči. U siječnju 2013. godine Paramount i tvrtka Warner Bros. službeno su objavile da se Christopher Nolan nalazi u pregovorima za režiju Interstellara. Nolan je izjavio da ovim filmom namjerava ponovno ohrabriti ljude kako bi krenuli u putovanja u svemir. Namjeravao je napisati scenarij temeljen na njegovoj vlastitoj ideji koju bi onda spojio s bratovim scenarijem. Do ožujka te godine Nolan je potvrđen za redatelja filma koji će biti produciran od strane tvrtka Syncopy i Lynda Obst Productions. Časopis Hollywood Reporter napisao je da će Nolanova plaća iznositi 20 milijuna dolara i 20% ukupne zarade filma. Tijekom istraživanja za potrebe filma, Nolan je posjetio NASA-u kao i privatni svemirski program SpaceX.

### Scenarij
Scenarista Jonathana Nolana unajmio je Steven Spielberg da napiše scenarij za film Interstellar, a ovaj je na njega potrošio četiri godine. Kako bi naučio što više o znanosti, proučavao je teoriju relativnosti na kalifonijskom sveučilištu dok je pisao scenarij. Jonathan je izjavio da je bio pesimističan u vezi prestanka svemirskog programa i o nedostatku financijskih sredstava NASA-e za ljudsku misiju na Mars. Inspiraciju za pisanje scenarija crpio je iz znanstveno-fantastičnih filmova s apokaliptičnim temama kao što su Wall-E (iz 2008. godine) i Avatar (iz 2009. godine). Časopis Entertainment Weekly je napisao: "Postavio je priču u distopijsku budućnost Zemlje koju priroda uništava, a koja je sada nastanjena s poljoprivrednicima koji se odbijaju suočiti sa svojim neminovnim krajem i odbijaju očajavati". Jonathanov brat, redatelj Christopher Nolan, radio je na drugim filmskim znanstveno-fantastičnim projektima, ali na kraju se odlučio za Interstellar i izabrao između mnoštva ideja koje su mu Jonathan i Kip Thorne dali, birajući ono što je mislio da bi kao redatelj mogao "dati publici u nadi da se ona neće pogubiti" prije nego što je započeo s prepravkom scenarija. Christopher je zadržao Jonathanovu koncepciju priče u prvih sat vremena čija je radnja smještena na gotovo uništenoj Zemlji u bliskoj budućnosti. Kao inspiracija za taj prvi dio priče filma poslužio je stvarni događaj koji se tijekom 1930-ih zbio u SAD-u kada je niz pješčanih oluja gotovo uništio kompletnu poljoprivredu. Christopher je drugi dio scenarija prepravio i stavio u njega ekipu koja putuje u svemir. Nakon što je pogledao dokumentarni film iz 2012. godine naziva The Dust Bowl, Christopher je kontaktirao redatelja Kena Burnsa i producenta Daytona Duncana i tražio dopuštenje da neke isječke s intervjuima iskoristi u svom filmu.

### Dodjela uloga
Redatelj Christopher Nolan izjavio je da je postao zainteresiran za Matthewa McConaugheyja u svom filmu nakon što ga je 2012. godine vidio u filmu Mud. Dok se McConaughey nalazio u New Orleansu (Louisiana) snimajući televizijsku seriju Pravi detektiv Nolan ga je pozvao da ga posjeti kod njegove kuće. Anne Hathaway također je pozvana u Nolanov dom gdje je čitala scenarij za Interstellar. Kompanija Paramount je u travnju 2013. godine službeno objavila da su oboje glumaca pristali na nastup u filmu u glavnim ulogama. Nolan je za McConaugheyjev lik rekao da se radi o običnom čovjeku uz pomoć kojeg će "publika moći doživjeti priču". Jessica Chastain je kontaktirana u vrijeme dok je snimala film Miss Julie u Sjevernoj Irskoj, a scenarij joj je osobno dostavljen.
U konačnici su u film došli i drugi poznati glumci uključujući Michaela Cainea i Matta Damona. Glumac Irrfan Khan je odbio nastupiti u filmu zbog toga što je želio biti u Indiji gdje su s kino distribucijom kretala dva njegova filma - The Lunchbox i D-day. Glumac Matt Damon ulogu je dobio u drugoj polovici mjeseca kolovoza 2013. godine, a svoje je scene snimio na Islandu.

### Snimanje filma
Nolan je film Interstellar snimao s anamorfnim 35 milimetarskim i IMAX kamerama. Fotograf Hoyte van Hoytema dobio je posao na filmu budući je Nolanov suradnik na svim njegovim prethodnim filmovima Wally Pfister bio zauzet radeći na svom redateljskom debiju - filmu Uzvišenost. IMAX kamere za snimanje ovog filma upotrebljavane su u mnogo većem obimu nego na Nolanovim prethodnim filmovima. Kako bi se smanjila upotreba kompjuterski generirane slike, redatelj je dao izgraditi stvarne lokacije poput interijera svemirskih letjelica. Za potrebe snimanja scena unutar tih letjelica, fotograf Van Hoytema je prepravio IMAX kamere kako bi se moglo snimati iz ruke.
Poznat po tome što skriva detalje produkcije svojih filmova, Nolan je bio tajnovit i u slučaju filma Interstellar. Časopis The Wall Street Journal je napisao: "Poznati filmaš koji skriva snimanja svojih filmova ovaj put je otišao do novog ekstrema čuvajući scenarij za film Interstellar, baš kao što je to činio i sa svojom trilogijom o Vitezu tame". Kao jedan od sigurnosnih protokola, film Interstellar bio je sniman pod kodnim imenom Flora's Letter (Flora je ime jedno od četvero djece koje Nolan ima sa svojom suprugom, producenticom Emmom Thomas).
Planirano je da snimanje filma traje četiri mjeseca. Snimanje je započelo 6. kolovoza 2013. godine u provinciji Alberta (Kanada) u gradovima Nanton, Longview, Lethbridge i Okotoks. U potonjem gradiću snimanje se odvijalo na stadionu Seaman i na trgu Olde Town. Kako bi snimio scene s poljima kukuruza, Nolan je dao nalog da se zasadi pravi kukuruz, jer je shvatio da je takvo nešto izvedivo iz filma Čovjek od čelika na kojem je bio producent. Scenograf Nathan Crowley posadio je oko dva kilometra kukuruza koje će kasnije biti uništeno u sceni apokaliptične pješčane oluje za koju se inspiracija crpila iz stvarnog događaja kada je tijekom 30-ih godina prošlog stoljeća niz pješčanih oluja poharao SAD. Dodatne scene s pješčanom olujom i McConaugheyjevim likom snimljene su u utvrdi Macleod gdje su ogromni pješčani oblaci stvoreni na samoj lokaciji uz pomoć velikih ventilatora koji su otpuhivali celuloznu sintetsku prašinu kroz zrak. Snimanje u provinciji Alberta trajalo je sve do 9. rujna 2013. godine i uključivalo je stotine statista kao i otprilike 130 članova filmske ekipe od kojih je većina bila lokalnih radnika.
Film se također snimao i na Islandu gdje je Nolan već snimao jedan od svojih ranijih filmova - Batman: Početak iz 2005. godine. Filmska ekipa je prebacila svemirske letjelice teške gotovo četiri i pol tisuće kilograma na lokaciju koja je "glumila" dva izvanzemaljska planeta: jedan prekriven ledom, a drugi vodom. Snimalo se dva tjedna uz filmsku ekipu od 350 ljudi od kojih je 130 bilo lokalnih radnika. Lokacije su uključivale ledenjak Svínafellsjökull i grad Klaustur. Tijekom snimanja na Islandu, glumica Anne Hathaway skoro je obolila od hipotermije budući njezino suho odijelo u vodenoj sceni nije bilo dovoljno dobro zaštićeno.
Nakon što je snimanje na Islandu završeno, filmska ekipa je otišla u Los Angeles gdje se snimalo još 54 dana. Snimanje u Kaliforniji bilo je pomalo neuobičajeno budući je prema tamošnjem poreznom zakonu zabranjeno snimati filmove budžeta većeg od 75 milijuna dolara. Snimalo se u hotelu Westin Bonaventure, konvencijskom centru Los Angelesa, studiju Sony Picturesa u Culver Cityju te na privatnom posjedu u Altadeni. Snimanje filma završilo je u prosincu 2013. godine, a Nolan je odmah potom započeo montirati film za kino distribuciju. Ukupan produkcijski budžet filma iznosi 165 milijuna dolara što je za 10 milijuna dolara manje od onog kojeg su odobrile kompanije Paramount, Warner Bros. i Legendary Pictures.

### Scenografija
U filmu Interstellar pojavljuju se tri svemirske letjelice: Ranger, Endurance i Lander. Rangerova funkcionalnost slična je svemirskom šatlu zbog njezine mogućnosti ulaska i izlaska iz planetarne atmosfere. Glavni brod posade, Endurance, kružne je strukture, a sastoji se od 12 kapsula: četiri s opremom za planetarnu kolonizaciju, četiri s motorima i četiri s trajnim funkcijama pilotske kabine, medicinskih laboratorija i prostora za nastambu. Scenograf Nathan Crowley je izjavio da je Endurance rađen prema uzoru na Međunarodnu svemirsku postaju: "Brod je skup različite tehnologije. Bila nam je potrebna analogna oprema kao i digitalna, back-up sistemi i opipljivi prekidači. Zbilja je nalik na podmornicu u svemiru. Svaki centimetar prostora bio je iskorišten i sve je imalo svoju svrhu." Letjelica Lander prenosi kapsule s kolonizacijskom opremom do površine planeta. Crowley je njezin izgled usporedio s "teškim ruskim helikopterom".
U filmu se također pojavljuju i dva robota naziva CASE i TARS. Nolan je želio izbjeći praviti antropomorfistične robote i izabrao je 150-centimetarski četverokutni dizajn. Izjavio je: "Roboti imaju poprilično kompliciranu filozofiju svog dizajna. Temeljena je na čistoj matematici. Imamo četiri glavna bloka koja se mogu spojiti na tri načina. Zbog toga morate pratiti tri kombinacije. Ali unutar toga, blok se dijeli na još tri manja dijela. I na svim mjestima bloka gdje vidimo crte - ta mjesta se mogu dalje podijeliti." Glumac Bill Irwin posudio je glas robotima i fizički ih kontrolirao, ali je njegova pojava digitalno uklonjena iz filma te je kasnije glas CASE-u posudio drugi glumac.

### Glazba iz filma
Glavni kompozitor glazbe za film Interstellar bio je Hans Zimmer koji je radio i na Nolanovoj trilogiji o Vitezu tame. Zimmer i Nolan za ovaj su film planirali odmaknuti se od glazbe kakvu je imala Batman trilogija i kreirati nešto potpuno novo. Zimmer je izjavio: "Teksture, glazba, zvukovi i općenito stvari koje smo kreirali već su polako počeli ulaziti u druge filmove pa je bilo vrijeme za nešto potpuno novo. Beskonačan niz identične glazbe morao je biti duži, a velike bubnjeve smo potpuno izbacili." Zimmer je također izjavio da mu Nolan nije dao scenarij filma niti otkrio bilo kakve detalje u vezi njegove radnje već je umjesto toga dobio "tekst na jednoj stranici" koja je "više veze imala sa Zimmerovom pričom nego s radnjom filma". Nolan je rekao u medijima ono što je rekao Zimmeru: "Dat ću ti omotnicu s pismom na jednoj stranici. Ta jedna stranica reći će ti fabulu koja se nalazi u srcu priče. Radi jedan dan i onda mi pusti to što si napisao". Nolanu se svidjelo ono što je Zimmer na taj način skladao. Zimmer je u konačnici skladao 45 različitih skladbi za Interstellar, gotovo tri puta više nego što je to radio za film Početak. Službeni soundtrack filma izdan je 18. studenog 2014.

## Utjecaji na film
Redatelj Christopher Nolan izjavio je da utjecaji na film Interstellar uključuju "ključne" filmove iz žanra znanstvene-fantastike: Metropolis (iz 1927. godine), 2001.: Odiseja u svemiru (iz 1968. godine) i Blade Runner (iz 1982. godine). Nolan je o 2001.: Odiseji u svemiru izjavio: "Filmovi s kojima odrastete, kultura koju apsorbirate tijekom desetljeća postaju dijelom vaših očekivanja kada idete gledati neki film. Zbog toga niti jedan film ne možete snimiti u vakuumu. Mi radimo znanstveno-fantastični film... Ne možemo se pretvarati da Odiseja ne postoji prilikom snimanja Interstellara." Također je izjavio da su na scenografiju filma utjecali Ratovi zvijezda (iz 1977. godine) i Alien (iz 1979. godine): "Ti filmovi oduvijek su se nalazili u mojoj podsvijesti kao primjeri onih filmova koji savršeno prikazuju način kako morate pristupiti radu na filmu iz žanra znanstvene-fantastike. Mora izgledati istrošeno i stvarno, stvarno kao svijet u kojem živimo". Film Ogledalo redatelja Andreja Tarkovskog također je utjecao "na elementarne stvari u priči koje se tiču vjetra, prašine i vode".
Nolan je film Interstellar usporedio s filmom Blago Sierra Madre (iz 1948. godine) kao film o ljudskoj prirodi. Uzori su mu također bili filmovi Stevena Spielberga - Ralje (iz 1975. godine) i Bliski susreti treće vrste (iz 1977. godine). "Kada kažete da radite obiteljski film", objašnjava redatelj "odmah svi pomisle da će se raditi o mekanom filmu. Ali kada sam ja bio dijete, ovakvi filmovi su se smatrali obiteljskima, a bili su napeti i britki i prepuni izazova kao bilo što drugo u svijetu blockbusterskih filmova. Želio sam to na neki način vratiti." Nolan je također spomenuo i film Prava stvar (iz 1983. godine) kao još jedan primjer uzora kojeg je prikazao filmskoj ekipi prije početka produkcije. Za daljnju inspiraciju u vezi putovanja svemirom redatelj je pozvao bivšu astronautkinju Marshu Irvins na set.
Izvan filmskog svijeta, Nolan je inspiraciju crpio iz arhitekture Ludwiga Miesa van der Rohea.

## Znanstvena točnost
Teoretski fizičar Kip Thorne bio je znanstveni savjetnik na filmu kako bi se osiguralo da su prikazi crvotočina i relativnosti što je moguće više točniji i precizniji. Izjavio je: "Razgovarali smo o tome kako točno prikazati crvotočine i crnu rupu pa sam radio na jednadžbama koje će omogućiti praćenje svjetlosnih zraka dok putuju kroz crvotočinu i oko crne rupe... Ono što vidite u filmu temeljeno je na Einsteinovim jednadžbama opće teorije relativnosti."
U stvaranju crvotočine i masivne rotirajuće crne rupe (koja sadržava ergosferu, za razliku od nerotirajuće crne rupe), doktor Thorne je surađivao s voditeljem tima za specijalne efekte Paulom Franklinom i ekipom od 30 kompjuterskih stručnjaka za efekte u kompaniji Double Negative. Thorne je dao kompleksne teoretske jednadžbe stručnjacima koji su stvorili novi CGI software temeljen na tim jednadžbama, a kako bi stvorili točne kompjuterske simulacije gravitacijske leće uzrokovane fenomenom rotirajuće crne rupe. Određenim kadrovima trebalo je i do 100 sati da se renderiraju, a u konačnici su podaci bili teški do 800 terabajta. Finalni stvoreni vizualni efekti su dr. Thorneu omogućili novi pogled na efekte gravitacijske leće i akrecijskih diskova koji okružuju crnu rupu i doveli do stvaranja dva nova znanstvena rada: jedan za zajednicu astrofizičara, a drugu za zajednicu kompjuterskih grafičara.
Christopher Nolan je u početku bio zabrinut da znanstveno precizno prikazivanje crne rupe publici neće biti vizualno shvatljivo te da će ekipa koja radi na specijalnim efektima trebati njezinu pojavu napraviti potpuno nerealističnom. Međutim, Nolan je gotovi efekt ipak prihvatio kao shvatljiv uz opasku da će trebati održati perspektivu iz kamere konzistentnom: "Ono što smo shvatili je da dok god ne mijenjamo kut gledanja i poziciju kamere, dobit ćemo nešto vrlo shvatljivo."
Prikaz crvotočine također je precizan. Umjesto dvodimenzionalne rupe u svemiru, prikazana je kao svjetlucava sfera. U ranoj fazi snimanja filma, Thorne je odredio nekoliko smjernica od kojih su najvažnije bile da ništa neće narušiti uspostavljene zakone fizike te da će sve lude spekulacije proizlaziti iz prave znanosti, a ne iz plodnih umova scenarista. Nolan je te smjernice prihvatio dok god one neće narušavati način kako će se snimati sam film. U jednom trenutku Thorne je proveo dva tjedna pokušavajući Nolana odgovoriti od ideje da jedan lik iz filma putuje brže od svjetlosti na što je Nolan u konačnici i pristao. Prema Thorneu, element koji ima najviše umjetničke slobode je prikaz smrznutih, ledenih oblaka na jednom od planeta kojeg ekipa astronauta posjećuje.

## Marketing
Teaser trailer za film Interstellar premijerno je prikazan 14. prosinca 2013. godine, a sadržavao je inserte iz filma čija se radnja dovija u svemiru uz Cooperovu naraciju kojeg tumači Matthew McConaughey. Službena kino najava filma premijeru je imala 5. svibnja 2014. godine u IMAX kinu Lockheed Martin u Washingtonu. Kasnije tog mjeseca postala je dostupna i na internetu, a u tjednu koji je završio s 19. svibnja postao je najgledaniji filmski trailer s preko 19 i pol milijuna pregleda na stranici YouTube. Krajem rujna 2014. godine započelo je emitiranje televizijskih spotova koji su širili početni fokus na McConaugheyja za kojeg je Los Angeles Times napisao da je imao jaki vizibilitet u javnosti zbog osvojene nagrade Oscar za film Dobri dileri iz Dallasa te zbog nastupa u popularnoj televizijskoj seriji Pravi detektiv. Televizijski spot za film emitiran tijekom nedjeljnog finala u američkom nogometu bio je usmjeren prema širokoj publici.
U srpnju 2014. godine Christopher Nolan i Matthew McConaughey prvi puta su se pojavili na Comic-Conu gdje su promovirali Interstellar. Časopis The Hollywood Reporter je prije Nolanove konferencije za medije na Comic-Conu napisao da "on prije ovoga uopće nije pričao o svom novom filmu". Njih dvojica sudjelovali su u kratkoj konferenciji prije nego što je prikazana nova kino najava za film. Istoga mjeseca tvrtka Paramount Pictures pokrenula je kompleksnu interaktivnu službenu stranicu filma. Časopis The Hollywood Reporter napisao je da je webstranica "istovremeno zagonetna i, možda, ispunjena skrivenim značenjem". Posjetitelji stranice otkrili su zvjezdanu kartu koja se odnosi na sletanje na Mjesec misije Apollo 11.
Do listopada 2014. godine tvrtka Paramount je u partnerstvu s kompanijom Google započela promovirati film Interstellar kroz razne platforme. Službena stranica filma postala je glavno digitalno središte na Google domeni. Na stranici je debitirala posljednja verzija kino najave, a stranica je svojim posjetiteljima omogućavala da pronađu kino prema mjestu stanovanja i unaprijed planiraju u kojem formatu će film gledati. Također je pružala mogućnost navigacije kroz teme povezane s filmom, skupljala razne podatke od filmske publike i povezala se s mobilnom aplikacijom. Ta aplikacija koju je razvila tvrtka Paramount Digital Entertainment u rujnu 2014. godine sadržavala je igru u kojoj su igrači mogli izgraditi svoj vlastiti Sunčev sustav i koristiti simulator leta za putovanje svemirom.
Kompanija Paramount omogućila je virtualnu šetnju brodom Endurance koristeći tehnologiju Oculus Rift. Virtualna šetnja mogla se obaviti u četiri različita kina u New Yorku, Houstonu, Los Angelesu i Washingtonu u razdoblju od 6. listopada 2014. do 19. studenog 2014. godine. Izdavač Running Press dana 11. studenog 2014. godine izdao je knjigu Interstellar: Beyond Time and Space autora Marka Cotta Vaza o nastanku i snimanju filma. Dana 7. studenog 2014. godine W. W. Norton & Company izdala je knjigu The Science of Interstellar autora Kipa Thornea, teoretičara fizike koji je na ovom filmu bio znanstveni savjetnik i izvršni producent.

## Kritike
Film Interstellar uglavnom je dobio pozitivne ocjene filmskih kritičara. Većinom su hvalili glumačke nastupe McConaugheyja, Foy i Chastain, specijalne efekte, scenografiju, filmske teme i njegovu ambiciju, dok su se negativni komentari uglavnom odnosili na ritam filma, predugačko trajanje, nedostatak humora i posljednju trećinu filma kao i općenito cijelu priču. Los Angeles Times je napisao: "Filmski kritičari se uglavnom slažu da je Interstellar zabavna, emotivna znanstveno-fantastična saga koja tjera na razmišljanje, iako na je na trenutke nezgrapna i sentimentalna". Na popularnoj internetskoj stranici Metacritic koja se bavi skupljanjem ocjena filmskih kritičara film ima prosječnu ocjenu 74/100. Na drugoj internetskoj stranici Rotten Tomatoes film na temelju 239 zaprimljenih filmskih kritika ima prosječnu ocjenu 7.1/10 odnosno 74% pozitivnih ocjena uz komentar: "Interstellar predstavlja još uzbudljiviji, inteligentniji i blistaviji od onoga što publika inače očekuje od scenarista i redatelja Christophera Nolana, iako njegova intelektualna razina na trenutke premašuje samu sebe."
Scott Foundas, glavni kritičar časopisa Variety nazvao je Interstellar "vizualno i konceptualno najodvažnijim Nolanovim filmom do sada". Foundas je također napisao da se sam film čini puno osobnijim od Nolanovih prethodnih uradaka. James Dyer je u kritici za časopis Empire dao filmu pet zvjezdica opisavši ga "pametnim, prevrtljivim i prekrasnim... Inteligentna opera o svemiru i vremenu s dušom omotanom u znanost". Dave Calhoun iz londonskog Time Outa također je filmu dao maksimalnih pet zvjezdica uz opasku da se radi o "odvažnoj, prekrasnoj kozmičkoj avanturi s elementima nadrealnog i sanjivog". Kritičar Lou Lumenick iz New York Posta prozvao je Interstellar "duševnim remek-djelom koje se mora pogledati, jedan od najuzbudljivih filmskih iskustava ovog stoljeća za sada". Richard Roeper iz Chicago Sun-Timesa dao je filmu četiri zvjezdice (od četiri maksimalno) i napisao: "Ovo je jedan od najljepših filmova koje sam ikada gledao - vizualno i prema poruci o moćnim snagama jedine stvari za koju svi znamo da ju je nemoguće izmjeriti znanstvenim metodama. Ljubavi." Također je nadodao da Jessica Chastain "zaslužuje da ju se uzme u obzir za nagrade u kategoriji najbolje sporedne glumice".
Opisujući Nolana kao "trgovca samopoštovanjem", Tim Robey iz časopisa The Daily Telegraph prozvao je film Interstellar "agonizirajuće" bliskim remek-djelu, istaknuvši njegovu konceptualnu odvažnost i "duboku inteligenciju". Todd McCarthy je za Hollywood Reporter napisao: "Ovaj glomazni ep pokušava dati istu težinu ljudskim emocijama i spekulacijama o kozmosu uz miješani rezultat, ali nije ništa manji od spektakularnog, a ponekad i više od toga". Clauda Puig iz USA Today nazvala je film "remek-djelom s greškom", hvaleći specijalne efekte i snažne teme, ali kritizirajuće "glupe" dijaloge i "dosadne zakrpe unutar svemirske letjelice". Richard Corliss iz magazina Time dao je filmu pozitivnu kritiku i prozvao ga "filmom koji se mora pogledati uz poneke narativne rupe". Nadodao je i koliko je zadivljen činjenicom što je Nolan "bio toliko ambiciozan". Zaključio je da "Nolanova priča ponekad premašuje samu sebe", ali je prihvatio njezine događaje. U kritici za Associated Press, Jake Coyle hvalio je film zbog "njegove veličine", ali je neke dijaloge smatrao "nezgrapnima". Također ga je nazvao "jednim od najuzvišenijih filmova desetljeća".
David Stratton iz emisije At the Movies dao je filmu četiri i pol zvjezdice (od pet) uz pozitivno isticanje filmske ambicije, efekata i 70 milimetarske IMAX prezentacije, premda je kritizirao preglasni zvuk zbog kojih se neki dijalozi nisu mogli čuti, te istaknuo paralele s filmovima Gravitacija i 2001.: Odiseja u svemiru u smislu tehnoloških dostignuća i metafizičkih tema. Margaret Pomeranz iz iste emisije dala je filmu tri zvjezdice budući je imala osjećaj da se ljudska drama izgubila u filmskim znanstvenim konceptima. Časopis The Guardian dao je filmu tri od pet zvjezdica uz opasku da se radi o "veličanstvenom spektaklu s natruhama drame s malo likova i rijetkim humorističnim dosjetkama". Jovan Cerda iz The Philippine Star napisao je da je s fantastičnom glumačkom postavom i epskom pričom o izdržljivosti i opstanku, ovaj film snažan i s razlogom će se naći među onima o kojima će se pričati na predstojećoj dodjeli nagrada Oscar.

## Vanjske poveznice
- Interstellar u internetskoj bazi filmova IMDb-a
- Interstellar na Rotten Tomatoes